# ریل مک‌کوی (گروه موسیقی)

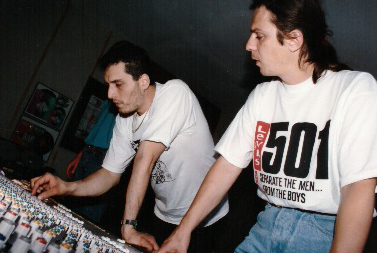
Frank Hassas & Juergen Wind

ریل مک کوی (به انگلیسی: Real McCoy) گروه موسیقی آلمانی است.از معروف ترین ترانه های این گروه می توان به«شبی دیگر»،«فرار کن»،«بیا و عشقت را بگیر»، «عشق و محبت»،«عاشق اتوماتیک»و«یک بار دیگر» اشاره کرد.
قبل ازسال ۱۹۹۵ ریل مک کوی در اروپا با نام
«M.C Sar and The Real McCoy» شناخته می شد.این گروه تا کنون ٢٠ میلیون نسخه از کارهایش را در سطح جهانی فروخته است

## جوایز
- ۱۹۹۶ جایزهٔ موسیقی بیلبورد برای بهترین هنرمند جدید
- ۱۹۹۶ جایزهٔ اکو برای بهترین هنرمند ملی در کشورهای خارجی
- ۱۹۹۶ جوایز موسیقی ملل برای پرفروش ترین هنرمند آلمانی در سال ۱۹۹۵

## دیسکوگرافی

### آلبوم‌ها
- ۱۹۹۰ On the Move!
- ۱۹۹۴ Space Invaders
- ۱۹۹۵ Another Night
- ۱۹۹۷ One More Time

### تک‌آهنگ‌ها
- ۱۹۸۹ Pump Up the Jam - RAP
- ۱۹۹۰ It's on you
- ۱۹۹۰ Don't Stop
- ۱۹۹۱ Make a Move
- ۱۹۹۲ Let's Talk About Love
- ۱۹۹۲ No Showbo
- ۱۹۹۳ Another Night
- ۱۹۹۴ Automatic Lover (Call for Love)
- ۱۹۹۴ Run Away
- ۱۹۹۵ Love and devotion
- ۱۹۹۵ Come and Get Your Love
- ۱۹۹۵ Sleeping with an Angel/ Ooh Boy
- ۱۹۹۷ One More Time
- ۱۹۹۷ I Wanna Come (with You)
- ۱۹۹۷ If You're Not in It for Love) I'm Outta Here
- ۱۹۹۸ Pump Up the Jam '98
- ۱۹۹۹ It's on You '99
- ۲۰۰۰ Hey Now
- ۲۰۰۶ Follow My Heart
- ۲۰۰۹ People Are Still Having Sex
- ۲۰۰۹ Two Hearts